# Dolus-d'Oléron

Dolus-d'Oléron este o comună în departamentul Charente-Maritime, Franța. În 1 ianuarie 2022 avea o populație de 3.187 de locuitori.